# جوشوا إيغل
جوشوا إيغل (بالإنجليزية: Joshua Eagle)‏ مواليد 10 مايو 1973 في توومبا، هو لاعب كرة مضرب أسترالي سابق وكان يلعب باليد اليمنى. أعلى تصنيف له في الفردي كان المركز الـ 219 في سنة 1994.

## بطولات حققها
- بطولة أستراليا المفتوحة للتنس

## روابط خارجية
- جوشوا إيغل على موقع رابطة محترفي التنس (الإنجليزية)
- جوشوا إيغل على موقع الاتحاد الدولي لكرة المضرب (الإنجليزية)
- جوشوا إيغل على موقع اتحاد التنس الأسترالي (الإنجليزية)
- جوشوا إيغل على موقع خلاصة التنس.كوم (الإنجليزية)